# Chambray Touraine Handball
A Chambray Touraine Handball egy francia női kézilabdacsapat, amelynek székhelye Chambray-lès-Tours-ban van. 2016 óta a francia bajnokság élvonalában szerepel.

## Története
Chambray-lès-Tours városában 1994-ben alapították meg a kézilabda csapatot, azonban ekkor még csak férfi szakosztály működött. 2006-ban alakult meg a női csapat, amely 2016-ban jutott fel az élvonalba.

## A csapat
A 2024-2025-ös szezon játékoskerete:
| Kapusok - 12 Szikora Melinda - 70 Emma Perche Balszélsők - 02 Laugane Pina - 22 Constance Mauny Jobbszélsők - 84 Melvine Deba Beállók - 19 Aminata Sow - 40 Vilma Matthijs Holmberg | Balátlövők - 14 Laurie Puleri - 33 Jovana Stoiljković (c) Irányítók - 10 Lucie Modenel - 41 Nina Brkljačić - 78 Manon Grimaud Jobbátlövők - 11 Laura van der Heijden - 15 Yaëlle Morvan |

### Átigazolások
A 2024-2025-ös szezont megelőzően
| Érkezők - Constance Mauny (a Brest Bretagne Handball csapatától) - Manon Grimaud (a Fleury Loiret HB csapatától) - Vilma Matthijs Holmberg (a Thüringer HC csapatától) - Szikora Melinda (az SG BBM Bietigheim csapatától) | Távozók - Agathe Quiniou (a Neptunes de Nantes csapatához) - Manon Houette (visszavonult) - Karichma Ekoh (a Handball Erice csapatához) - Clara Monti Danielsson (a ŽRK Budućnost csapatához) - Nadia Mielke-Offendal (a Jeanne d'Arc Dijon csapatához) |

## Korábbi játékosok
- Agathe Quiniou
- Alexandra Lacrabère
- Andrea Novellan
- Blandine Dancette
- Camille Aoustin
- Camille Asperges
- Caroline Walente
- Constance Mauny
- Jannela Blondou
- Julie Sias
- Linda Pradel
- Manon Houtte
- Mariama Signaté
- Mathilde Nicollet
- Sophia Fehri
- Sophie Herbrecht
- Stella Baudouin
- Ionela Stanca
- Nely Carla Alberto
- Ida Lagerbon
- Nadia Mielke-Offendal
- Rikke Granlund
- Clara Monti Danielsson
- Anouk Nieuwenweg
- Kántor Kamilla
- Planéta Szimonetta
- Katarina Stošić
- Téa Marinanovic
- Mouna Chebbah
- Estel Memana
- Djénéba Touré
- Karichma Ekoh
- Ana Paula Belo